# チーム・バチスタの栄光〜真実を紡ぐ4つのカルテ〜
『チーム・バチスタの栄光 〜真実を紡ぐ4つのカルテ〜』は2008年12月25日にハドソンから発売されたニンテンドーDS用のアドベンチャーゲーム。

## 概要
海堂尊のデビュー作で、第4回『このミステリーがすごい!』大賞受賞作である『チーム・バチスタの栄光』を原作にした推理アドベンチャー。『チーム・バチスタの栄光』を追体験できるストーリーと3つのゲームオリジナルストーリーの計4つのシナリオを攻略する。様々な選択肢が用意されているが、ストーリーに影響を与える分岐は無い。
本作の主人公は白鳥の部下となった村上翔太。同じ厚生労働省に属する水嶋涼子を相棒に4つの事件を調査する。

## システム
プレイヤーはDS下画面に表示される下記のアイコンを選択しながらゲームを進めていき、それぞれのコマンドを駆使して、様々な情報を得ることで事件の真相に近づき、各事件のクリアを目指す。
話す
DSの上画面に表示された相手と対話する。対話は表示された選択肢を選び、話す内容を決めたら、相手はその選択肢に関する内容を話し、そこから情報を集めていく。
会話中に特定の単語が青に表示された場合、ファイルや移動場所そして会話の選択肢が増え、ファイルを使用するヒントとしても表示される。核心を含む単語は赤で表示される。
移動
他の場所へ行く際に使用する。
ファイル
ゲームの進行の過程で出会った人物や、他の人物から聞かされた人物に関する情報がまとめられている。このファイルはゲームが進行し、人物に関する情報を得たときに更新される。DSの上画面に表示された相手に対し、ファイルの中から特定の人物を選べばプレイヤーはその人物についてのことを相手に聞き、そこから移動先が増えたり新たな情報を得る場合もあり、ゲームを進める上では欠かせない。
調べる
移動先の場所について調べる。DSの下画面にルーペ型のアイコンが表示され、アイコンをタッチペンで操作する。ある箇所でアイコンが大きく表示された場合、その箇所をタッチペンでタッチすればその箇所を調べることが出来る。
アイテム
ゲーム中に入手したアイテムを使用。使い方はファイルと同様だが、中には使用する条件が限られているものがある場合もある。
アクティブ・フェーズ
相手に核心を突く発言をして相手の表情を読み取り、相手が怒るかどうかのギリギリのラインで情報を得る交渉術。ゲームの情報が揃ってゲームが進行された場合にのみアクティブ・フェーズへ移行するアイコンの選択が可能となり、アクティブ・フェーズに移行するとDSのタッチスクリーンが赤く表示される。
相手に核心を突く発言は3択であり、その中から適切な選択肢を選んだらカットインが入るが、間違った選択肢を選ぶとアクティブ・フェーズは失敗となりゲームオーバーになる。
オートプシー・イメージング（Ai）
死亡時画像病理診断。死体をCTやCTやMRIで調べ、検視では分からない死体に起きた異変を探る。Aiは任意で使用できるシステムではなくゲームを進めていく上発生するAiを用いるイベント内でしか使用できない。
Aiは右上にスライド画面が表示され、スライド画面にあるスキャンバーをタッチペンで動かし下画面でスキャンバーで調べている部位を提示する。その部位の中で異常個所を発見したら、タッチペンでタッチすれば異常を指摘し、Aiの操作を終了する。

## 主要人物
村上翔太
厚生労働省に入省したばかりの新人。医療過誤死関連中立的第三者機関設置推進準備室に配属され、白鳥の部下となる。両親を早くに亡くし、妹と親戚の下で暮らしていたが、その妹が死んだことがきっかけで人の命を救いたいと厚生労働省に入省した。
熱意はあるが、気の弱い性格で頼りない。妹が死んだ経験から病院が苦手。医療に関する知識や流行に疎く、「バチスタ・スキャンダル」やトップアイドルの存在を知らなかったりする。名前の由来は亡き両親から「どんな困難にも立ち向かい大きく羽ばたいてほしい」という願いを込めて付けられ、自身もその名の通りの生き方をしたいと思っている。
水嶋涼子
厚生労働省医療安全課所属の新人。翔太の同期で、厚生労働省に首席で入省した。白鳥の部署が医療安全課の領域を侵していないかを見張る役割を担っているが、行きがかり上翔太とコンビを組んで様々な難事件を調査することになる。勝気で押しの強い性格で翔太に一喝することもしばしば。
白鳥圭輔
医療過誤死関連中立的第三者機関設置推進準備室室長。通称「ロジカル・モンスター」。何事にも理論的かつ口達者で、他者を逆撫する言動を取るため周囲に敵を作りやすい。だがその振る舞いとは裏腹に医療過誤が絡む事件には正義感を見せることがある。アクティブ・フェーズの使い手。
田口公平
東城大学医学部付属病院神経内科学教室講師で不定愁訴外来（通称『愚痴外来』）の責任者。「バチスタ・スキャンダル」の際は、「チーム・バチスタ」の内部調査を行い、白鳥と共に「バチスタ・スキャンダル」を解決した。第一章では翔太が田口の視点で調査を進めていく。第四章では白鳥の頼みで翔太の調査を手助けした。
相手の話を聞きつつも情報を引き出し、相手の人物像を知って調査を行う「パッシブ・フェーズ」の使い手。白鳥には苦手意識を持っているが、白鳥の根の部分は理解している。
上原満夫
第三章、第四章に登場。医療安全課課長で涼子の上司。尊大だが怖がりな性格。白鳥を嫌っており、敵視している。課全体を挙げて「過疎地域における医療施設等施設整備費補助金実施計画」を推進している。

## 各章概要

### 第一章「チーム・バチスタの栄光」
熱い決意を胸に厚生労働省に入省した新人の村上翔太。彼は世間を震撼させた「バチスタ・スキャンダル」を解決した白鳥圭輔が室長を勤める医療過誤死関連中立的第三者機関設置推進準備室に配属されるが、白鳥は医療過誤や「バチスタ・スキャンダル」に関して無知な翔太を足手まといだと感じ、彼を他の部署に配置換えさせようとする。突然の配置換えの危機に諦めきれない翔太は配属の条件として白鳥から課せられたテストを受けることに。
彼が受けるテストは白鳥から口伝で伝えられる「バチスタ・スキャンダル」の解決だった。「バチスタ・スキャンダル」の発端はバチスタ手術の成功記録100％を誇る東城大医学部付属病院の精鋭チーム「チーム・バチスタ」が3例立て続けに謎の術中死を起こしたことだった。
桐生恭一
臓器統御外科准教授。『チーム・バチスタ』のリーダーで執刀医。10年間勤務したフロリダの心臓疾患専門病院である「サザンクロス病院」で磨き上げた卓越した手技を見込まれ招聘された。通称「ミスター・パーフェクト」。
鳴海涼
病理医。桐生の元義弟で、かつて桐生とアメリカで外科医をしていたが、病理に興味を移し病理医に転進。手術では桐生と共に心臓の切除範囲を決定する役割を担う。
垣谷雄次
『チーム・バチスタ』第一助手。態度はフランクだが、症例数豊富で院内の人間関係を上手く立ち回ってきた世渡り上手。桐生招聘以前は次期助教授と目されていた。
酒井利樹
『チーム・バチスタ』第二助手。自ら『チーム・バチスタ』参加に志願して加入した熱血漢。桐生を信奉しているが、垣谷の事は桐生をサポートしていないと感じ快く思っていない。
氷室貢一郎
『チーム・バチスタ』麻酔科医。物静かで感情を表に出さないが、麻酔医としての腕はピカ一。喘息を患っている。
羽場貴之
『チーム・バチスタ』のメンバーの臨床工学技士。人工心肺のスペシャリストで手術室のリスクマネジャー。チームの最年長で責任感が強い性格。
大友直美
『チーム・バチスタ』のメンバーだった後輩の星野響子の後任として参加している手術室看護師。星野は自身の後輩だった。彼女が加入してから術死が始まったため、自分が術死の原因だと思い詰めている。

### 第二章「マリアローズの真影」
晴れて医療過誤死関連中立的第三者機関設置推進準備室に配属した翔太は白鳥からある案件を任される。それは医療安全課が調査を終えた脳神経外科専門の「聖心医院」で起きた医療過誤の再調査だった。手術中に患者は死亡、その後医療過誤を訴える告発文が厚生労働省に届いたことから涼子属する医療安全課が調査に入ると病院側は医療過誤を認めたため、事態は収束しようとしていたが、白鳥は一連の出来事に何かが隠されていると不信感を抱いていた。
早速、翔太は涼子と共に「聖心医院」に乗り込み調査を開始。手術の関係者らに話を聞くが、アクティブ・フェーズさらにはAiを用いても病院側が全面的に認めた医療過誤の事実を裏付けるばかりで…。
桜井真理
脳神経外科専門の聖心医院の三代目院長。医療過誤を全面的に認め贖罪の気持ちを抱いている
新堂圭司
外科助手。病院内では真理以上の外科のキャリアを持ち、真理からも信頼されている。過誤後は手術を真理に代わり一手に担っている。
森永美佳
機器出し担当の看護師。キャリアは短いものの優秀なセンスを持ち、スタッフからも信頼されている。真理に憧れている。
柏木亮
診療放射線技師。手術ではMRIで電極を埋める位置を真理と新堂とで決める。真理に好意を抱き、夢中となっており、何かと真理を気遣う。
水野アカネ
手術中に亡くなった佐崎の担当看護師。何かとすぐ謝る癖がある。
桜井詩織理
真理の母親であり聖心医院の理事長。かつては脳外科の医師でもあり二代目院長を勤めていた。
佐崎潤一郎
真理の手術中に亡くなった患者。ヨーロッパで有名な画家で病院内でも絵を描いていた。病名はパーキンソン病で、かつて詩織理の手術を受けていた。

### 第三章「クリスタルブルーの記憶」
涼子の強引な依頼で、故郷の「神浦島」に出張することになった翔太。ここ「神浦島」では医療安全課が主導して、最新設備が揃ったメディカルセンターが建設されていた。だが稼動目前のところにメディカルセンター運営に反対するグループが反対運動を起こし稼動できずにいた。翔太は同郷ということで反対派の説得をすることに。反対する理由を探るとメディカルセンターの建設地である神浦岳に神が住んでおり、山に入ればたたりが起きて人が死ぬるという祈祷師の言葉を本気で信じていたことが明らかになる。
そんな中、一人の島民が突然死亡する事件が発生。死因は不明、その島民の死はたたりとして伝わる死に方と酷似していた…。
渡海征司郎
神浦島の診療所「渡海医院」の医師。「渡海医院」には恵美も入院し、恵美の手術も担当していた。その事から翔太とは顔見知り。かつて大学病院で外科医をしており、「オペ室の悪魔」と呼ばれていた。
海堂尊の小説『ブラックペアン1988』でも同姓同名の人物が登場し、経歴やかつての通り名が共通しているが原典との関連性は不明。
富沢元也
神浦島の町長。故郷の神浦島のことを思い、私有地を提供して神浦メディカルセンター設立に尽力した。
祈祷師
神浦島の祈祷師で反対派の急先鋒。神浦岳に住むとされる神を怒らせるとたたりが起きると吹聴してメディカルセンター稼動に反対する。
高橋憲吾
神浦島の警察官で翔太の同級生。反対派が抗議活動を行っているため神浦メディカルセンター前の巡回をしている。涼子に一目惚れするが、当の涼子には相手にされていない。
青木麻耶
渡海医院に入院している女の子。どこか恵美に似た雰囲気を持ち、恵美同様、ファロー四徴症を患っている。
村上恵美
翔太が幼い頃に亡くなった翔太の妹。ファロー四徴症を患い、渡海の手術で一度は助かるものの、突然発作を起こして亡くなる。恵美の死が翔太の行動に影響を与える。

### 第四章「チーム・バチスタの爪痕」
翔太と涼子は白鳥に変わり加賀総合病院の調査をすることに。加賀総合病院は難治患者受け入れを実施し話題を集めるが、受け入れ第一号となった難治患者が転院してまもなく死亡していた。調査を引き受ける翔太と涼子だが白鳥の様子がおかしい。
やがてこの病院で行われていた不信な事実の真実を掴みかけたそのとき、突然厚生労働省上層部の圧力によりこの案件の調査を妨害されてしまう。それでも調査を進めた翔太だったが、白鳥は厚生労働省を辞めさせられ姿を消すという事態に発展してしまう。それでも翔太と涼子は事件の背後に絡む大きな思惑に直面しながらも、自身の進退を掛けた最後の難事件に挑む。
明智徹
賀川総合病院診療科科長。腎移植の手術において高い手腕を持ち、腎移植のエキスパートとしてその名を轟かせている。その手技や人格面でも患者やスタッフからの信頼が厚い。医師として患者の命を救うことに情熱を注ぐ信念の持ち主。それ故院内政治にも関心を示さない。
望月琢也
賀川総合病院外科部長。多院から招聘され、総合病院のアピールに力を注ぎ、病院を発展させてきた実績の持ち主。強引で自分の考えを決して曲げない性格から、賀川にも手に負えない。
賀川義之
賀川総合病院院長。東城大学医学部付属病院院長・高階と懇意にしており、高階を経由して白鳥に難治患者死亡の調査を依頼する。押しの弱さから望月に反論できない。
北川和則
外科医。明智の第一助手を務めるほどの手腕を持つ。患者に与える苦しみから難治患者の受け入れには個人的に賛同していない。東城医大出身で田口の学生時代の後輩だった。
澤のぞみ
看護師。医師にもはっきり物を言うさばさばした性格で手際の良さからスタッフからも信頼されている。強引な望月にいい感情を抱いておらず、望月に押され気味の賀川に心情的に加担している。
木場明俊
研修期間を終えたばかりの新米麻酔医。臨床現場の経験が乏しく、パニックを起こしてしまう。気弱で頼りない性格から、村上と意気投合する。
上島沙弥
トップアイドル。TVで見ない日はないといわれるほど活躍している有名人だが、腎臓を患って賀川総合病院でVIPとして入院している。
森遥香
個室病室に入院している女の子。沙弥の大ファンで歌が上手い。重い病気を抱えているが、元気に振舞っている。
森孝之
遥香の父親。男手一つで遥香を育ててきた。
五十嵐美鈴
沙弥の所属事務所の社長。

## 設定
東城大学医学部付属病院
第一章の舞台となる桜宮市にある大学病院。バチスタ手術の成功記録100%を誇る外科チーム「チーム・バチスタ」を擁していた。
バチスタ・スキャンダル
『チーム・バチスタ』の手術で発生した手術中に行われた殺人事件。田口と白鳥が「チーム・バチスタ」を内部調査して解決に導いた。
聖心医院
第二章の舞台となる脳神経外科専門の病院。日本の脳研究の第一人者・桜井連太郎が創業して以降、3代目の真理の代まで続けている。中庭には連太郎は患者の精神保養のために植えたバラがあり、そのことから「バラ医院」とも呼ばれている。
神浦島
第三章の舞台となる翔太が幼少期を過ごした故郷である離島。人口約9,800人、面積約57平方km。娯楽施設もなく、なんのへんてつもない島だが、一時期は青水晶の採掘が盛んに行われていたこともある。「過疎地域における医療施設等施設整備費補助金実施計画」のモデルケースに認定された。神浦岳は神が住む神聖な山であるため足を踏み入れることは許されず、それを犯せばたたりが起きるという言い伝えがある。
神浦メディカルセンター
神浦島の神浦岳に建設された最先端の病院。最新機器が揃えられ、ベッド数150床でドクターヘリ用のヘリポートが設計されているなど規模は大きい。各治療室にはモニターが配置され、都内の病院とモニターを通じて診断する遠隔医療システムも導入されている。
過疎地域における医療施設等施設整備費補助金実施計画
医療設備が整っていない山奥や離島に最新の医療を提供するための計画。白鳥曰く「担当者が変わるたびに復活したり消えたりする計画」とのこと。
賀川総合病院
第四章の舞台となる最新設備と優秀なスタッフが集う全国的に有名な病院。上原が進めている「過疎地域における医療施設等施設整備費補助金実施計画」の中核を担っており、神浦メディカルセンターと遠隔医療システムで繋がっている。外科部長の望月の提案で難治患者を積極的に受け入れる方針を進めている。